# 精進
精進（）は、仏教用語の梵: vīrya（）の意訳語。撥音を無表記して「しょうじ」ともいう。漢訳仏典では毘梨耶、毘離耶（）と音写して「勤」「精勤（）」などとも訳す。神道では精進を「そうじ」と読んで物忌と同意に用いる。
八正道では正精進として、四正勤が挙げられている。

## 概説
あれこれと迷う事なく今日・今行うべき事を実行する事をいい、悪を断ち、善行を実践し、雑念を去って仏道修行にひたすら励む積極的な姿勢のことだが、日本には古来から、人畜の死や出血、出産など異常な生理状態を指して不浄、穢れとした概念があった。これが結びついて俗間では消極的な理解となり、服喪のための物忌みなどでその浄化の実践のために衣服、食事を通じて身心を清めること、俗縁を断ち切って清浄にし、仏門の生活を送ることもいうようになった。食事においては特に仏教で殺生を禁じたことから魚、鳥、獣など動物性の食事を取ることや、酒を断ち、五葷（ごくん）と呼ばれる煩悩を刺激する臭いの強い野菜（ネギ類など）も避け、また調理に使う火も普段の家族で使うものとは別の清浄な火を使うなど、細部に渡って慎みとして徹底された。それらの工夫を施し煩悩を避ける目的の調理された料理を精進料理という。
元来、物忌みでは中陰などのように期間を定め、それが過ぎることを「精進上げ」、食事を含めて通常の生活に戻すことを「精進落とし」と言ったが、これも現在では精進に入る前に「精進固め」と言って肉酒を食べ納めする習俗があったり、精進落としは単に葬儀の謝礼宴席のことを指すなど、元来の意味はほぼ失われている。現在所信を表明するなどで形式的に言われる「精進する」は「1つのことに精神を集中して一生懸命に努力すること」の意味で使われている。

## 語源
ヴィーリャ (Vīrya) の語句的意味は「強い男の状態」「男らしさ」である。ヴェーダ文献では、この用語は「英雄」「剛健さ」と関連付けられている。仏教においては、求道者の「エネルギー」「勤労」と関連付けられ、解脱達成のための必要な条件として繰り返し述べている。

## 仏教において
阿毘達磨においては、ヴィーリャは以下と示されている。
- 上座部仏教においては、6つの雑心所のひとつ
- 大乗仏教においては、11の善心所のひとつ

この文脈においては、ヴィーリャは健康的なものに喜んで従事する姿勢とされ、それによって健全な行動を達成することを目的とする。
阿毘達磨集論によれば、
ヴィリアとは何か？　常に活発で、献身的で、揺れ動かず、後戻りせず不屈である心の意思である。それはポジティブな貢献への、完成・実現につながるものである。
大乗仏教のアビダルマでは、ヴィーリャは一般的に「勤勉」と訳される。

### パーリ経典
パーリ経典では、ヴィーリャは菩提（三十七道品）につながるための以下の重要な要素として示されている。
- 5つの精神的能力（五根, インドラ）
- 5つのパワー（五力, バラ）
- 10または5つの完全性（波羅蜜, パーラミター）
- 悟りのための7要素（七覚支）

また八正道においては正精進 (sammā-vāyāma) 、四正勤として挙げられている。